# Curtiss CS
 (juin 2024).
Le Curtiss CS (ou Modèle 31) était un avion de reconnaissance et bombardier-torpilleur utilisé par la United States Navy dans les années 1920. 

## Description
Le Curtis C S est un grand biplan monomoteur avec des ailes non décalées à une seule baie, un design conventionnel à tous égards sauf que l'aile inférieure avait une plus grande envergure que l'aile supérieure. Le CS était conçu pour permettre à son train d'atterrissage d'être rapidement et facilement interchangeable entre un train d'atterrissage à roues avec patin de queue et deux flotteurs pour une opération sur l'eau. Une disposition pour le transport d'une torpille était semi-encastrée dans le dessous du fuselage, fusionnée derrière un carénage aérodynamique. Le pilote et l'artilleur étaient assis dans des cockpits ouverts en tandem, tandis qu'un logement à l'intérieur du fuselage était prévu pour un troisième membre d'équipage qui servait de bombardier et d'opérateur radio. Ce poste était également équipé d'une trappe dorsale à l'arrière de la position de l'artilleur et d'une bulle ventrale à l'arrière du renfoncement de la torpille, utilisée pour viser des bombes ou des torpilles.

## Développement
Curtiss a produit six prototypes CS-1 pour la Marine en 1923, qui ont été principalement utilisés pour des tests de moteur. Deux exemplaires du CS-2 amélioré ont été construits l'année suivante et ont établi un certain nombre de records mondiaux de vitesse, de distance et d'endurance pour les hydravions de sa classe. La Marine a commandé à la fois le CS-1 et le CS-2 en production, mais lorsque Curtiss a proposé un prix de 32 000 $ par avion, Martin les a battus avec une offre de 25 200 $ pour chaque CS-1 et 19 863 $ pour chaque CS-2 et a remporté le contrat. Curtiss a refusé de fournir des ensembles complets de dessins et de données à Martin, de sorte que les machines construites par Martin ont été en partie conçues à partir d'un CS-1 construit par Curtiss fourni par la Marine. Lorsque les avions produits par Martin ont été livrés en 1925-26, le système de désignation de la Marine avait changé et ils sont entrés en service sous les noms de SC-1 et SC-2. Les SC-2 construits par Martin ont souffert de mauvaises caractéristiques de maniabilité et ont rapidement gagné le surnom de "Sea Cow". Pendant ce temps, la Naval Aircraft Factory a apporté des modifications importantes aux deux Curtiss CS-2, les amenant à être redésignés CS-3. Le développement ultérieur du design a été réalisé par Martin sous les noms T3M et T4M, et finalement par Great Lakes sous le nom TG.

## Historique opérationnel
En 1924, le CS-2 a été utilisé pour battre de nombreux records mondiaux pour les hydravions de sa classe lors de trois vols longue distance. Le premier de ces vols a eu lieu dans la nuit du 22 au 23 juin, lorsque le Lt Frank Wead et le Lt John D. Price ont établi cinq records : distance (963,123 mi, 1 544,753 km), durée (13 heures, 23 minutes, 15 secondes), vitesse sur 500 km (73,41 mph, 117,74 km/h), vitesse sur 1 000 km (74,27 mph, 119,12 km/h) et vitesse sur 1 500 km (74,17 mph/118,96 km/h). Entre le 11 et le 12 juillet, les mêmes pilotes ont battu à nouveau les records de distance et de durée (994,19 mi/1 594,58 km en 14 heures, 53 minutes, 44 secondes). Le 10 octobre, ces mêmes deux records ont été dépassés par le Lt Andrew Crinkley et le Lt Rossmore Lyon lors d'un vol de 1 460 mi (2 342 km) en 20 heures, 28 minutes. Bien que ces vols auraient pu être de nouveaux records mondiaux, le vol n'a pas été chronométré officiellement et n'a donc pas été reconnu comme tel.
Le 23 septembre 1925, la U.S. Navy a fait voler 23 hydravions Curtiss CS-1 jusqu'à Bay Shore Park sur la Chesapeake Bay, à 14 miles au sud-est de Baltimore, Maryland, un vendredi, avec l'intention de faire une démonstration air show avant la course de la Schneider Cup de 1925 le samedi, mais cette nuit-là, des vents violents ont brisé les cordages d'amarrage de trois pouces et les ancres de 17 des biplans qui ont été emportés à terre ou écrasés contre des murs de soutènement, détruisant sept d'entre eux et endommageant dix autres. Le lendemain après-midi, le Baltimore Evening Sun a publié en première page "Plane Disaster in Harbor Called Hard Blow to Navy" et a cité le général William "Billy" Mitchell, qui a qualifié la perte des CS-1 de "stupéfiante" et l'a imputée à une mauvaise gestion de son programme d'aviation par la Marine.

## Variantes

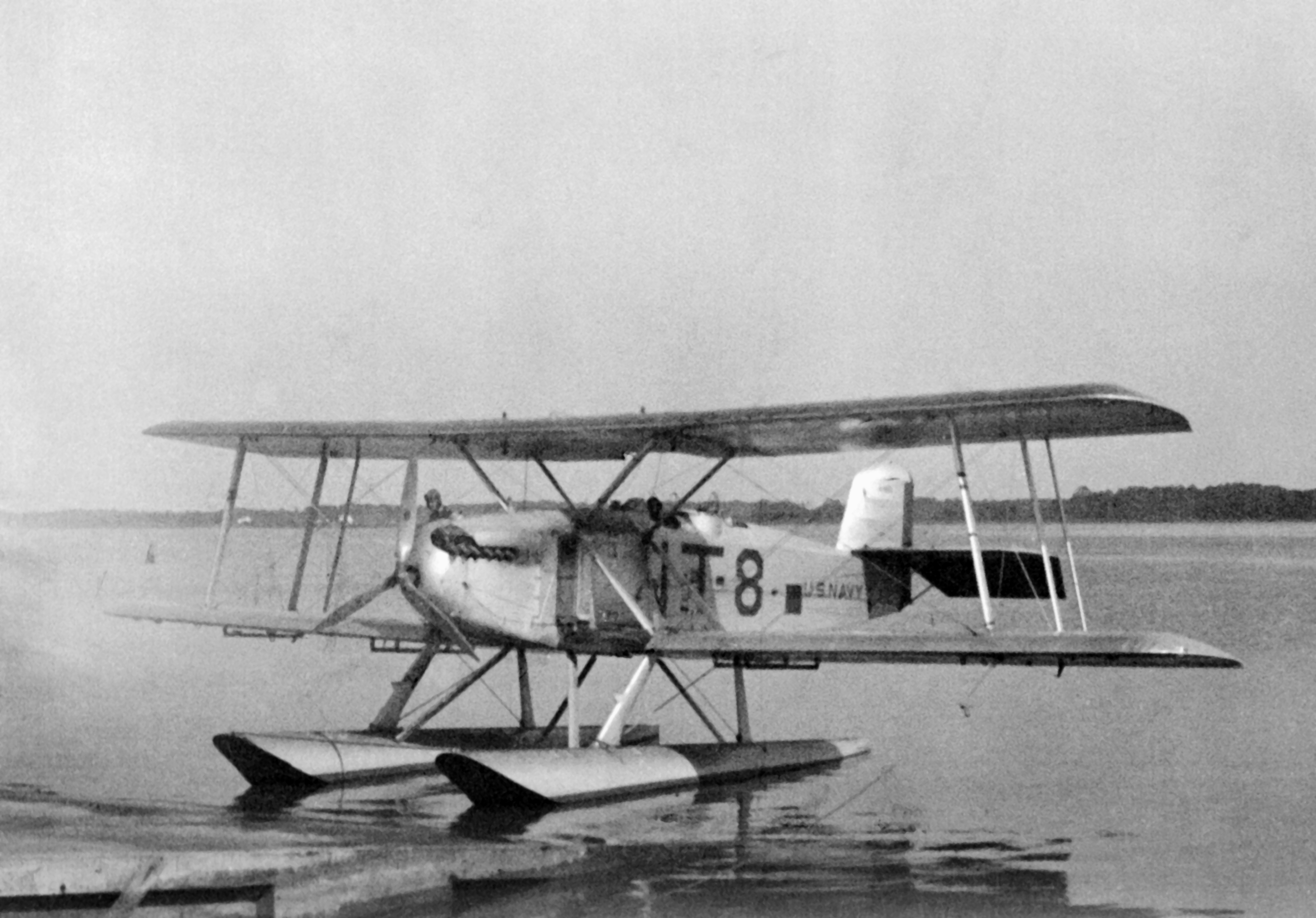
Martin SC-1 at Langley

Curtiss CS-1
Prototypes/production initiale, propulsés par un moteur Wright T-2 de 530 hp (395 kW). Six construits par Curtiss.
Curtiss CS-2
Version améliorée avec un moteur Wright T-3 de 600 hp (448 kW) et plus de carburant. Un converti à partir du CS-1 et deux nouveaux appareils construits par Curtiss,.
Curtiss CS-3
CS-2 modifié, avec un moteur à engrenages. Un converti. A formé la base du Martin T3M.
Martin SC-1
Version de production du CS-1 construite par Martin. 35 construits.
Martin SC-2
Version de production du CS-2 construite par Martin. 40 construits.
Martin T2M
Désignation alternative pour la série SC construite par Martin.
Martin XSC-6
Conversion du SC-1 avec un moteur Packard 1A-2500 de 730 hp (545 kW).
Martin SC-6
SC-1 équipé d'un moteur 1A-2500.
XSC-7
Conversion du CS-1 avec un moteur T-3A et une masse brute augmentée.
Je

## Opérateurs
États-Unis
- United States Navy

## Caractéristiques (SC-2 avion terrestre)
Modèle:Aircraft specs
Modèle:Aircontent